# Bajpe
Bajpe là một thị trấn thống kê (census town) của quận Dakshina Kannada thuộc bang Karnataka, Ấn Độ.

## Nhân khẩu
Theo điều tra dân số năm 2001 của Ấn Độ, Bajpe có dân số 8032 người. Phái nam chiếm 48% tổng số dân và phái nữ chiếm 52%. Bajpe có tỷ lệ 78% biết đọc biết viết, cao hơn tỷ lệ trung bình toàn quốc là 59,5%: tỷ lệ cho phái nam là 82%, và tỷ lệ cho phái nữ là 75%. Tại Bajpe, 11% dân số nhỏ hơn 6 tuổi.